# Parchi regionali d'Italia
I parchi regionali italiani fanno parte delle aree naturali protette in Italia.
Sono costituiti da zone terrestri, fiume, lacustri ed eventualmente da tratti di mare prospicienti la costa, di valore ambientale e naturalistico, che rappresentano un sistema omogeneo, individuato dagli assetti naturalistici dei luoghi, dai valori paesaggistici e artistici e dalle tradizioni culturali delle popolazioni locali. Sono regolamentati dal D.P.R. 616/77 (che ha trasferito alle Regioni le competenze in materia di aree protette).
In base all'Elenco ufficiale delle aree naturali protette (EUAP) attualmente vigente (6º aggiornamento del 2010), in Italia si trovano 134 parchi regionali, che coprono una superficie di ca. 1 300 000 ettari. L'elenco che segue include anche altri parchi regionali non inclusi nell'EUAP.

## Abruzzo
- Parco naturale regionale Sirente-Velino

## Basilicata
- Parco della Murgia Materana
- Parco regionale di Gallipoli Cognato Piccole Dolomiti Lucane
- Parco naturale regionale del Vulture (non incluso nell'EUAP)

## Calabria
- Parco naturale regionale Serre

## Campania
- Parco naturale Diecimare
- Parco regionale Bacino Idrografico del fiume Sarno
- Parco regionale dei Campi Flegrei
- Parco regionale dei Monti Lattari
- Parco regionale del Partenio
- Parco regionale del Taburno - Camposauro
- Parco regionale di Roccamonfina-Foce Garigliano
- Parco regionale Monti Picentini

## Emilia-Romagna
- Parco fluviale regionale del Taro
- Parco naturale regionale dei Boschi di Carrega
- Parco naturale regionale del Sasso Simone e Simoncello[2]
- Parco regionale dei Gessi Bolognesi e Calanchi dell'Abbadessa
- Parco regionale dei laghi Suviana e Brasimone
- Parco regionale dei Sassi di Roccamalatina
- Parco regionale dell'Alto Appennino Modenese
- Parco regionale dell'Abbazia di Monteveglio
- Parco regionale della Vena del Gesso Romagnola
- Parco regionale del Corno alle Scale
- Parco regionale del Delta del Po dell'Emilia-Romagna
- Parco regionale delle Valli del Cedra e del Parma
- Parco regionale dello Stirone e del Piacenziano
- Parco regionale storico di Monte Sole

## Friuli-Venezia Giulia
- Parco naturale delle Dolomiti Friulane
- Parco naturale delle Prealpi Giulie

## Lazio
- Parco dell'antichissima città di Sutri
- Parco naturale-archeologico dell'Inviolata
- Parco naturale dei Monti Aurunci
- Parco naturale regionale di Bracciano-Martignano
- Parco naturale regionale monti Ausoni e lago di Fondi (non incluso nell'EUAP)
- Parco naturale regionale Monti Simbruini
- Parco regionale dell'Appia antica
- Parco regionale dei Castelli Romani
- Parco regionale naturale dei Monti Lucretili
- Parco regionale di Gianola e Monte di Scauri
- Parco regionale di Veio
- Parco regionale Marturanum
- Parco regionale Riviera di Ulisse (non incluso nell'EUAP)
- Parco regionale urbano Monte Orlando
- Parco regionale urbano del Pineto
- Parco regionale Valle del Treja

## Liguria
- Parco naturale regionale dell'Antola
- Parco naturale regionale dell'Aveto
- Parco naturale regionale delle Alpi Liguri (non incluso nell'EUAP)
- Parco naturale regionale del Beigua
- Parco naturale regionale di Bric Tana
- Parco naturale regionale di Montemarcello-Magra-Vara
- Parco naturale regionale di Piana Crixia
- Parco naturale regionale di Portofino
- Parco naturale regionale di Porto Venere

## Lombardia

Confini territoriali delle aree protette lombarde.

- Parco agricolo Sud Milano (non incluso nell'EUAP)
- Parco dei Colli di Bergamo
- Parco dell'Adda Nord
- Parco dell'Adda Sud (non incluso nell'EUAP)
- Parco dell'Oglio Nord (non incluso nell'EUAP)
- Parco dell'Oglio Sud (non incluso nell'EUAP)
- Parco del Bernina, del Disgrazia, della Val Masino e della Val Codera (non incluso nell'EUAP)
- Parco del Livignese (non incluso nell'EUAP)
- Parco del Monte Netto (non incluso nell'EUAP)
- Parco del Serio (non incluso nell'EUAP)
- Parco della Pineta di Appiano Gentile e Tradate
- Parco delle Groane (non incluso nell'EUAP)
- Parco delle Orobie Bergamasche (non incluso nell'EUAP)
- Parco delle Orobie Valtellinesi (non incluso nell'EUAP)
- Parco naturale Bosco delle Querce
- Parco naturale del Monte Barro
- Parco naturale lombardo della Valle del Ticino
- Parco Nord Milano
- Parco Spina Verde di Como
- Parco regionale Campo dei Fiori
- Parco regionale dell'Adamello
- Parco regionale dell'Alto Garda Bresciano
- Parco regionale della Grigna Settentrionale (non incluso nell'EUAP)
- Parco regionale della Valle del Lambro
- Parco regionale del Mincio (non incluso nell'EUAP)
- Parco regionale di Montevecchia e della Valle del Curone

## Marche
- Parco naturale regionale della Gola della Rossa e di Frasassi
- Parco naturale regionale del Monte San Bartolo
- Parco naturale regionale del Sasso Simone e Simoncello[2]
- Parco regionale del Conero

## Molise
- Parco regionale agricolo storico dell'olivo di Venafro (non incluso nell'EUAP)

## Piemonte
- Parco fluviale Gesso e Stura (non incluso nell'EUAP)
- Parco naturale dei laghi di Avigliana
- Parco naturale dei Lagoni di Mercurago
- Parco naturale dell'Alpe Veglia e dell'Alpe Devero
- Parco naturale dell'Alta Val Sesia e dell'Alta Val Strona
- Parco naturale dell'Alta Valle Antrona
- Parco naturale della Collina di Superga
- Parco naturale della Valle del Ticino
- Parco naturale della Val Troncea
- Parco naturale delle Alpi Marittime
- Parco naturale delle Capanne di Marcarolo
- Parco naturale delle Lame del Sesia
- Parco naturale del Bosco delle Sorti della Partecipanza di Trino
- Parco naturale del Colle del Lys
- Parco naturale del Gran Bosco di Salbertrand
- Parco naturale del Lago di Candia
- Parco naturale del Marguareis
- Parco naturale del Monte Fenera
- Parco naturale del Monte San Giorgio
- Parco naturale del Monte Tre Denti - Freidour
- Parco naturale del Sacro Monte di Crea
- Parco naturale di Conca Cialancia
- Parco naturale di Rocchetta Tanaro
- Parco naturale di Stupinigi
- Parco naturale La Mandria
- Parco naturale Orsiera-Rocciavrè

## Puglia
- Parco naturale regionale Bosco e Paludi di Rauccio
- Parco naturale regionale Bosco Incoronata
- Parco naturale regionale Costa Otranto-Santa Maria di Leuca e Bosco di Tricase
- Parco naturale regionale Dune costiere da Torre Canne a Torre San Leonardo
- Parco naturale regionale Fiume Ofanto
- Parco naturale regionale Isola di Sant'Andrea e litorale di Punta Pizzo
- Parco naturale regionale Lama Balice
- Parco naturale regionale Litorale di Ugento
- Parco naturale regionale Porto Selvaggio e Palude del Capitano
- Parco naturale regionale Salina di Punta della Contessa
- Parco naturale regionale Terra delle Gravine

## Sardegna
- Parco naturale regionale di Porto Conte
- Parco naturale regionale Molentargius-Saline

## Sicilia
- Parco fluviale dell'Alcantara
- Parco dei Nebrodi
- Parco dell'Etna
- Parco delle Madonie
- Parco dei Monti Sicani (istituito nel 2014 e soppresso nel 2019, non incluso nell'EUAP)

## Toscana
- Parco interprovinciale di Montioni
- Parco naturale della Maremma
- Parco naturale di Migliarino, San Rossore, Massaciuccoli
- Parco naturale regionale delle Alpi Apuane
- Parco provinciale dei Monti Livornesi

## Trentino-Alto Adige
Provincia autonoma di Bolzano
- Parco naturale dello Sciliar-Catinaccio
- Parco naturale Gruppo di Tessa
- Parco naturale Puez-Odle
- Parco naturale Fanes - Sennes - Braies
- Parco naturale Monte Corno
- Parco naturale Tre Cime
- Parco naturale Vedrette di Ries-Aurina

Provincia autonoma di Trento
- Parco naturale Adamello Brenta
- Parco naturale Paneveggio - Pale di San Martino

## Umbria
- Parco fluviale del Nera
- Parco fluviale del Tevere
- Parco di Colfiorito
- Parco del Lago Trasimeno
- Parco del Monte Cucco
- Parco del Monte Subasio
- Parco del Monte Peglia e della Selva di Meana

## Valle d'Aosta
- Parco naturale del Mont Avic

## Veneto
- Parco Civiltà delle Rogge (non incluso nell'EUAP)
- Parco naturale regionale del Fiume Sile
- Parco naturale regionale della Lessinia
- Parco naturale regionale delle Dolomiti d'Ampezzo
- Parco regionale dei Colli Euganei
- Parco regionale veneto del Delta del Po